# Inge Sørensen
Inge Sørensen (Gentofte, 18 luglio 1924 – Mount Laurel, 9 marzo 2011) è stata una nuotatrice danese.
Specializzata nella rana, ha vinto la medaglia di bronzo, a soli 12 anni e 24 giorni, nei 200 m ai Giochi olimpici di Berlino 1936, risultando l'atleta di sesso femminile più giovane a conquistare una medaglia olimpica individuale.

## Palmarès
- Olimpiadi

Berlino 1936: bronzo nei 200 m rana.
- Europei

1938 - Londra: oro nei 200 m rana.